# Juan Valderrama y Aguilar
Juan Valderrama y Aguilar (Santa Cruz de Tenerife, 15 de febrero de 1869-marzo de 1912) fue un astrónomo español. A los 17 años publicó su primer artículo en una revista internacional de astronomía (1886, L'Astronomie, 5, 388), que es el primero que un astrónomo canario publica en una revista internacional. 

## Biografía
Juan Fernández Valderrama y Aguilar nació a las 7 de la mañana del 15 de febrero de 1869 en Santa Cruz de Tenerife. Fue bautizado en la Iglesia del Pilar  por el Obispo de Tenerife. Primogénito de José Fernández Valderrama y Villanueva (1832 - 1888) y Clara de Aguilar y Fuentes (1848 - 1914), casados el 5 de febrero de 1868 en la Iglesia del Pilar de Santa Cruz de Tenerife.
Su padre, natural de Écija, era oficial de artillería y de ascendencia noble. Destinado a Tenerife, conoce a Clara, 16 años más joven que él. Viven en una gran casa familiar de unos 1000 m² en la calle del Pilar. Allí conviven varias generaciones. Tenía cuatro hermanos; Luisa, Ana, Andrea y Francisco, todos nacidos en Santa Cruz.
La familia Valderrama y Aguilar se trasladaba a Sevilla en septiembre de 1880, cuando Juan tenía tan solo 11 años. Dos años después, en 1882, se jubila su padre. La familia se instaló pronto en Madrid, donde iba a pasar una fase decisiva de su vida.
Su padre murió en Madrid en abril de 1888, cuando Juan tiene 19 años. La familia regresa al poco tiempo a Santa Cruz. El regreso se anuncia en los diarios de la época.
No se sabe con certeza la razón que lo libró del servicio militar, que duraba tres años y era obligatorio. 
Al poco de regresar de Madrid consigue trabajo fijo, aunque mal remunerado, como Auxiliar de la Diputación de Santa Cruz de Tenerife (1893-1901). Ejerce de Oficial de Sexta de la Diputación en el periodo 1901-1911 y Oficial de Tercera de la Diputación en 1911-1912. 
Se convierte en el primer Director del Observatorio Meteorológico Municipal de Santa Cruz de Tenerife, desde junio de 1903 hasta su fallecimiento en marzo de 1912. El Observatorio Municipal fue creado por el Ayuntamiento tras sentir la necesidad de mantener un registro regular de parámetros como temperatura y presión. El Observatorio se instaló en la azotea del actual Ayuntamiento.
Como director del Observatorio Meteorológico Municipal, Juan mantiene contacto frecuente con la prensa. Sus observaciones meteorológicas se publican diariamente. Además, publica artículos de divulgación en momentos puntuales, como la llegada del cometa Halley.
En su primer cuaderno hay registradas observaciones todos los días de la semana, con frecuencia a media mañana y media tarde, atribuyendo los periodos sin observaciones al mal tiempo. Este horario parece incompatible con la asistencia regular a clase fuera de su lugar de residencia. Aunque asiste en Santa Cruz a alguno de los colegios de primera enseñanza, públicos y privados, no se le conocen estudios de secundaria ni universitarios. A pesar de ello, muestra una cuidada ortografía y una envidiable caligrafía, y domina el Francés que utiliza en su correspondencia con el exterior y el Latín para los libros de texto.
Su tío-abuelo, Francisco de Aguilar y Fuentes, le inicia en la astronomía. Francisco convivía en la casa familiar y era un autodidacta. Arquitecto y constructor, también era pintor y miembro de la Academia Provincial de Bellas Artes de Canarias, donde realizara numerosas exposiciones. Muy interesado por la ciencia, y con fama de científico ilustrado entre la buena sociedad de Santa Cruz, se hizo amigo y colaborador del famoso astrónomo británico Charles Piazzi Smyth cuando éste visita Tenerife.

## Observatorios e instrumentación
El primer observatorio que utilizó Juan Valderrama fue la azotea de la casa familiar. También utilizaría la azotea del Ayuntamiento de Santa Cruz, donde se instaló oficialmente el Observatorio Municipal de Meteorología. 
El último telescopio utilizado por Juan Valderrama, comprado para el Ayuntamiento de Santa Cruz en 1903, puede verse actualmente expuesto en el Observatorio Atmosférico de Izaña. Se trata de un refractor de 10,3 cm de diámetro y 130 cm de focal fabricado por Bardou, París.

## Observación de fulguraciones solares
En 1886, con tan solo 17 años,  se convierte en el tercero en observar una fulguración solar tras el evento de Carrington de 1859 y el Secchi de 1872 y en el primer canario en publicar un artículo de astronomía  en una revista internacional (JVyA, 1886, L’Astronomie, 5, 388).

## Búsqueda del planeta Vulcano
Juan Valderrama buscó también el hipotético planeta Vulcano sin éxito, como atestiguan sus manuscritos. Prueba que estaba al corriente de la literatura científica de la época, y de que se veía capaz de encontrarlo. En esa época no se publicaban resultados negativos.

## Observación de un fenómeno lunar transitorio
También en 1886 vuelve a publicar en la Revista de la Sociedad Astronómica Francesa (JVyA, 1886, L'Astronomie,5, 447) la observación de un abrillantamiento transitorio en la Luna (fenómeno lunar transitorio) resultado de un posible impacto o de las sombras y luces del amanecer contempladas a baja resolución. El artículo fue citado en el libro del programa Apolo en 1968.

## Aparición de los cuadernos de observación
Durante años, los diarios de Juan Valderrama permanecieron ocultos hasta que una mujer anónima los dejó en la biblioteca del Instituto de Astrofísica de Canarias (IAC) sobre 2005 donde un investigadores de dicha institución, José Antonio Bonet, Manuel Váquez y Jorge Sánchez Almeida, los descubrien por casualidad diez años después. Tras profundizar en su historia, recientemente se ha publicado su biografía en forma de libro, coeditado por el Cabildo de Tenerife y el IAC.

## Divulgación
Juan Valderrama contribuyó con los registros meteorológicos de presiones y temperaturas de Santa Cruz de Tenerife que aparecían a diario en la prensa de la época.
Colaboró regularmente con la prensa escrita, publicando artículos con explicaciones de resultados en astronomía y meteorología. Algunas de los artículos más destacados
- 'El Eclipse lunar del sábado', Diario de Tenerife, 13 de abril de 1903
- 'El temporal de ayer', Diario de Tenerife, 4 de febrero de 1904
- 'El cometa Daniel', El Tiempo, 3 de septiembre de 1907
- 'El paso de la Tierra por la cola del cometa Halley', El Progreso, 17 de mayo de 1910
- 'La ocultación de Venus por la Luna, El Tiempo, 10 de enero de 1907
- 'El eclipse de hoy, El Progreso, 3 de junio de 1909
- 'Meteorología del año 1906. La temperatura de Santa Cruz de Tenerife', El Tiempo, 29 de enero de 1907
- 'Meteorología del año 1906. Presión barométrica', El Tiempo, 14 de marzo de 1907
- 'Meteorología del año 1906. Evaporación', El Tiempo, 22 de marzo de 1907